# Perry County, Missouri
Perry County är ett administrativt område i delstaten Missouri, USA, med 18 971 invånare. Den administrativa huvudorten (county seat) är Perryville. 

## Geografi
Enligt United States Census Bureau har countyt en total area på 1 254 km². 1 229 km² av den arean är land och 25 km² är vatten.    

### Angränsande countyn
- Randolph County, Illinois - norr
- Jackson County, Illinois - nordost
- Union County, Illinois - öst
- Cape Girardeau County - sydost
- Bollinger County & Madison County - sydväst
- Saint Francois County - väst
- Sainte Genevieve County - nordväst